# Sugar Bowl
Ne doit pas être confondu avec Super Bowl.
Le Sugar Bowl est un match annuel d'après-saison régulière de football américain et de niveau universitaire se tenant en Louisiane à La Nouvelle-Orléans depuis 1935.
La rencontre se déroule d'abord au Tulane Stadium de 1935 à 1974 et ensuite au Caesars Superdome (anciennement Mercedez-Benz Superdome et Louisiana Superdome) depuis 1975. En raison des dégâts occasionnés par l'ouragan Katrina, l'édition 2006 s'est tenue au Georgia Dome d'Atlanta.
Actuellement, le titre officiel du bowl est le Allstate Sugar Bowl en référence à son sponsor.
Le Sugar Bowl, au même titre que l'Orange Bowl et le Sun Bowl, est le deuxième plus ancien bowl du pays, le Rose Bowl étant le plus ancien. Il faisait également partie du Bowl Championship Series. Il accueille actuellement une demi-finale du College Football Playoff selon une rotation établie entre les 6 plus gros bowls universitaires.
Débutant à partir de la saison 2014-2015, le Sugar Bowl sera intégré au College Football Playoff, nouveau système remplaçant l'actuel BCS Championship Game. Selon ce système, il accueillera déjà en janvier 2015, et dans une rotation de trois années avec les Rose, Orange, Cotton, Peach, et Fiesta Bowls, une demi-finale de ces playoffs lesquels réunissent les quatre meilleures équipes choisies par un Comité de sélection en fonction des résultats de la saison régulière. Les deux années suivantes, il accueillera les champions des conférences SEC et Big 12 (si un de ces champions est qualifié pour les playoffs, il est remplacé par la seconde équipe éligible disponible de cette conférence) Par coïncidence, la SEC a ajouté en 2012 à sa conférence, deux anciens membres de la Big 12 soit les équipes de Missouri et de Texas A&M.
Le payout depuis le match de 2006 est passé de 14 à 17 millions d'US$ par équipe. Le salaire du CEO du Sugar Bowl, Paul Holahan, était en 2007 de 607 500 US$

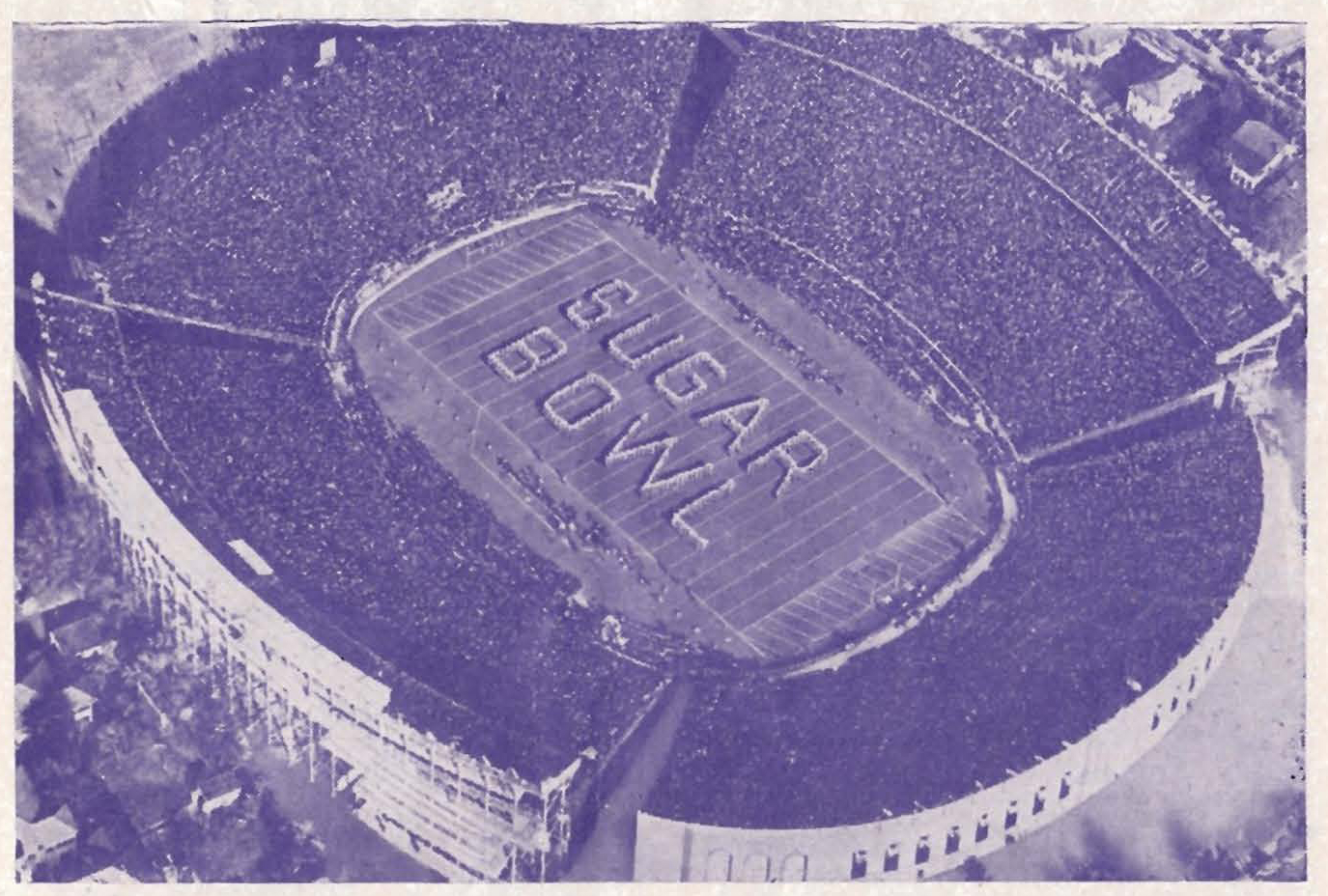
Le Sugar Bowl à Tulane Stadium dans les années 1940

## Liens avec les Conférences
Le Sugar Bowl a une longue relation - bien que non exclusive - avec la SEC. Cette conférence avait auparavant comme membre une équipe basée à La Nouvelle-Orléans soit l'Université de Tulane et elle a toujours actuellement comme membre l'Université de Louisiana State située à Bâton-Rouge. De 1950 à 1995, il n'y eut qu'un seul Sugar Bowl où une équipe de la SEC ne fut pas représentée. Cette relation s'est néanmoins altérée au cours des vingt dernières années en raison des réalignements de conférences et de l'émergence d'une série des coalitions et d'alliances ayant pour but de donner au football universitaire un champion national incontesté. Cependant, les liens entre le Sugar Bowl et la SEC ont persisté et se sont même récemment renforcées.
Comme indiqué précédemment, à partir de la saison 2014-15, il sera intégré au College Football Playoff. Les deux années où il n'accueillera pas de demi-finale nationale, il mettra en présence les champions les conférences SEC et Big 12 (si un de ces champions est qualifié pour les playoffs, il est remplacé par la seconde équipe éligible disponible de cette conférence).

## Histoire
En 1890, à Pasadena, la Californie organise son premier Tournament of Roses Parade (cortège avec chars, fanfares, etc.). Le but est de mettre en valeur le temps clément de la ville en opposition avec les hivers rudes des villes du Nord. Comme l'un des organisateurs l'a déclaré: "A New York, les gens sont enterrés sous la neige. Ici, nos fleurs sont écloses et nos oranges sont sur le point de murir. Organisons un festival qui fera connaitre notre paradis au monde entier. » En 1902, pour améliorer le festival annuel un match de football américain y est organisé.
En 1926, les dirigeants de la ville de Miami en Floride, décident de faire de même avec une « Fiesta of the American Tropics », organisation se déroulant le jour de l'an autour d'un match de football américain. Bien qu'une deuxième « Fiesta » n'eut jamais lieu, les autorités de Miami relanceront plus tard ce concept avec le "Palm Festival " (ayant comme slogan : « Passez un Noël vert à Miami »). Le match de football et les festivités y associé seront rapidement dénommés « L'Orange Bowl ».
À La Nouvelle-Orléans, en Louisiane, l'idée d'un match de football se déroulant le jour de l'an fut évoquée en 1927 par le Colonel James M. Thomson, éditeur du New Orleans Item ainsi que par Fred Digby du Sports Editor. Digby relancera cette idée années après années appelant à l'action. Il ira jusqu'à proposer de donner à cet événement le nom de Sugar Bowl.
En 1935, le premier Sugar Bowl est mis sur pied ayant reçu assez de soutien. Le match s'est joué au Tulane Stadium, construit en 1926 sur le campus de l'Université Tulane. Warren V. Miller, le premier président de la New Orleans Mid-Winter Sports Association, mènera à la création du Sugar Bowl au cours des premières années assez difficiles de 1934 et 1935.
Le Sugar Bowl de 1956 fut précédé de controverses. Il mettra en  présence les équipes des Panthers de Pittsburgh (avec Bobby Grier, athlète de  couleur noire) aux Yellow Jackets de Georgia Tech. La première polémique était de savoir si Bobby Grier serait autorisé à jouer le match parce qu'il était noir et la seconde était de savoir si l'équipe de Georgia Tech jouerait le match en raison de la position du gouverneur de Géorgie, Marvin Griffin, qui était ouvertement contre l'intégration des joueurs de couleurs aux événements sportifs,,.

En novembre 1967, à la suite de la très bonne saison de l'Army, cette équipe aurait dû participer au Sugar Bowl mais les officiels du Pentagone refusèrent. Nous étions en pleine guerre du Viêt Nam et les officiels estimaient que la mission de base de l'Académie militaire était principalement de produire des Officiers de carrière et non des joueurs de football.

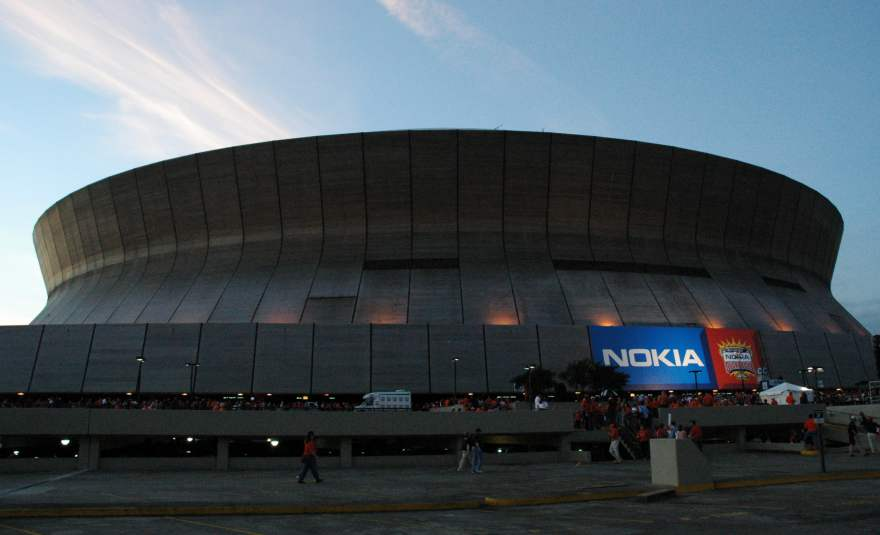
Le Superdome lors du Sugar de 2005

Le Stade de Tulane héberge le Sugar Bowl de 1935 à 1974. Depuis 1975, il se déroule au Louisiana Superdome renommé par la suite Mercedes-Benz Superdome.
De 1987 à 1995, le sponsor du nom du bowl fut USF&G Financial Services suivi de 1995 à 2006 par la société finlandaise de téléphones cellulaires Nokia. La compagnie d'assurance Allstate reprendra le sponsoring à partir de mars 2006.
De 1969 à 2006, c'est la chaîne ABC Sports qui retransmet les matchs. La chaîne Fox Sports prendra la relève de 2007 à 2009. Depuis la saison 2010-11, la retransmission est effectuée par ESPN laquelle a surenchéri la proposition financière de la Fox.
Les archives relatives au Sugar Bowl (programmes, images, actualités divers matériels..) sont regroupées depuis l'été 2007 au sein de  l' Historic New Orleans Collection. Ces archives se trouvaient auparavant au sein du Superdome mais à la suite de l'ouragan Katrina il fut décidé de les transférer en un endroit plus sécurisé.
Ohio State gagne le Sugar Bowl de 2011 au détriment d'Arkansas. Néanmoins, l'Université d'Ohio State abandonnera volontairement ce titre à cause des accusations de la NCAA relatives au scandale des « souvenirs for cash » (ayant mis directement en cause le coach et les membres de l'équipe).
Le match de 2012 opposait les Wolverines du Michigan aux Hokies de Virginia Tech. Ces deux équipes n'étaient pas de la SEC ce qui était assez rare. Ce n'était en effet que le sixième Sugar Bowl depuis la seconde guerre mondiale n'impliquant pas d'équipe originaire de la SEC et le premier depuis l'année 2000. Les équipes SEC d'Alabama et de LSU s'affrontaient en effet en finale nationale. Les règles du BCS ne permettant que 2 équipes issues d'une même conférence éligibles pour les bowls "BCS", le Sugar en faisant partie, une troisième équipe issue de la SEC ne pouvait donc entrer en ligne de compte pour le Sugar 2012.
En mai 2012, la Big 12 et la SEC annoncent  vouloir créer un nouveau bowl, le Champions Bowl, qui aurait accueilli les champions de ces deux conférences. Cependant, en novembre 2012, il fut décidé de reporter cet événement à janvier 2015 et de faire se rencontrer les champions de ces conférences lors du Sugar Bowl (et non plus lors d'un nouveau bowl). Si une de ces équipes prend part à la demi-finale nationale, une équipe de la même conférence la remplacera. Tout ceci est évidemment la conséquence de la modification du système BCS déterminant le champion national. Le Sugar Bowl ayant été intégré dans la rotation des bowls majeurs accueillant une demi-finale nationale, les années où il n'accueillera pas cette demi-finale, le match mettra alors en présence les champions de la Big 12 et de la SEC aux conditions énoncées ci-avant.

## Anciens Logos
|  |  |

## Palmarès
Mise à jour le 18 juillet 2024
| Dates              | Vainqueurs        | Scores  | Perdants             | Conférences      | Assistances | Notes |
| ------------------ | ----------------- | ------- | -------------------- | ---------------- | ----------- | ----- |
| 1er janvier 1935   | Tulane            | 20 - 14 | Temple               | SEC - Ind        | 22 026      |       |
| 1er janvier 1936   | TCU #4            | 30 - 02 | LSU #7               | SWC - SEC        | 35 000      |       |
| 1er janvier 1937   | Santa Clara       | 21 - 14 | LSU                  | Ind - SEC        | 41 000      |       |
| 1er janvier 1938   | Santa Clara       | 60 - 0  | LSU                  | Ind - SEC        | 45 000      |       |
| 2 janvier 1939     | TCU #1            | 15 - 07 | Carnegie Tech #6     | SWC - Ind        | 50 000      |       |
| 1er janvier 1940   | Texas A&M #1      | 14 - 13 | Tulane #5            | SWC - SEC        | 73 000      |       |
| 1er janvier 1941   | Boston College #4 | 19 - 13 | Tennessee #6         | Ind - SEC        | 73 181      |       |
| 1er janvier 1942   | Fordham #6        | 20 - 0  | Missouri #7          | Ind - Big 6      | 72 000      |       |
| 1er janvier 1943   | Tennessee #7      | 14 - 07 | Tulsa #4             | SEC - MVC        | 70 000      |       |
| 1er janvier 1944   | Georgia Tech      | 20 - 18 | Tulsa                | SEC - MVC        | 69 000      |       |
| 1er janvier 1945   | Duke #11          | 29 - 26 | Alabama              | SoCon - SEC      | 72 000      |       |
| 1er janvier 1946   | Oklahoma State #5 | 33 - 13 | Saint Mary's (CA) #7 | MVC - Ind        | 75 000      |       |
| 1er janvier 1947   | Georgia #3        | 20 - 10 | North Carolina #9    | SEC - SoCon      | 73 300      |       |
| 1er janvier 1948   | Texas #5          | 27 - 07 | Alabama #6           | SWC - SEC        | 72 000      |       |
| 1er janvier 1949   | Oklahoma #5       | 14 - 06 | North Carolina #3    | Big 7 - SoCon    | 82 000      |       |
| 2 janvier 1950     | Oklahoma #2       | 35 - 0  | LSU #9               | Big 7 - SEC      | 82 470      |       |
| 1er janvier 1951   | Kentucky #7       | 13 - 07 | Oklahoma #1          | SEC - Big 7      | 82 000      |       |
| 1er janvier 1952   | Maryland #3       | 28 - 13 | Tennessee #1         | SoCon - SEC      | 82 000      |       |
| 1er janvier 1953   | Georgia Tech #2   | 24 - 07 | Mississippi #7       | SEC - SEC        | 82 000      |       |
| 1er janvier 1954   | Georgia Tech #8   | 42 - 19 | West Virginia #10    | SEC - SoCon      | 76 000      |       |
| 1er janvier 1955   | Navy #5           | 21 - 0  | Mississippi #6       | Ind - SEC        | 82 000      |       |
| 2 janvier 1956     | Georgia Tech #7   | 70 - 0  | Pittsburgh #11       | SEC - Ind        | 80 175      |       |
| 1er janvier 1957   | Baylor #11        | 13 - 07 | Tennessee #2         | SWC - SEC        | 81 000      |       |
| 1er janvier 1958   | Mississippi #7    | 39 - 07 | Texas #11            | SEC - SWC        | 82 000      |       |
| 1er janvier 1959   | LSU #1            | 70 - 0  | Clemson #12          | SEC - ACC        | 82 000      |       |
| 1er janvier 1960   | Mississippi #2    | 21 - 0  | LSU #3               | SEC - SEC        | 83 000      |       |
| 2 janvier 1961     | Mississippi #2    | 14 - 06 | Rice                 | SEC - SWC        | 82 851      |       |
| 1er janvier 1962   | Alabama #1        | 10 - 03 | Arkansas #9          | SEC - SWC        | 82 010      |       |
| 1er janvier 1963   | Mississippi #3    | 17 - 03 | Arkansas #6          | SEC - SWC        | 82 900      |       |
| 1er janvier 1964   | Alabama #8        | 12 - 07 | Mississippi #7       | SEC - SEC        | 80 785      |       |
| 1er janvier 1965   | LSU #7            | 20 - 13 | Syracuse             | SEC - Ind        | 65 000      |       |
| 1er janvier 1966   | Missouri #6       | 20 - 18 | Florida              | Big 8 - SEC      | 67 421      |       |
| 2 janvier 1967     | Alabama #6        | 34 - 07 | Nebraska #3          | SEC - Big 8      | 82 000      |       |
| 1er janvier 1968   | LSU               | 20 - 13 | Wyoming #5           | SEC - WAC        | 78 963      |       |
| 1er janvier 1969   | Arkansas #9       | 16 - 02 | Georgia #4           | SWC - SEC        | 82 113      |       |
| 1er janvier 1970   | Mississippi #13   | 27 - 22 | Arkansas #3          | SEC - SWC        | 82 500      |       |
| 1er janvier 1971   | Tennessee #4      | 34 - 13 | Air Force #11        | SEC - Ind        | 78 655      |       |
| 1er janvier 1972   | Oklahoma #3       | 40 - 22 | Auburn #5            | Big 8 - SEC      | 84 031      |       |
| 31 décembre 1972   | Oklahoma #2       | 14 - 0  | Penn State #5        | Big 8 - Ind      | 80 123      |       |
| 31 décembre 1973   | Notre Dame #3     | 24 - 23 | Alabama #1           | Ind - SEC        | 85 161      |       |
| 31 décembre 1974   | Nebraska #8       | 13 - 10 | Florida #18          | Big 8 - SEC      | 67 890      |       |
| 31 décembre 1975   | Alabama #3        | 13 - 06 | Penn State #7        | SEC - Ind        | 75 212      |       |
| 1er janvier 1977   | Pittsburgh #1     | 27 - 03 | Georgia #4           | Ind - SEC        | 76 117      |       |
| 2 janvier, 1978    | Alabama 3         | 35 - 06 | Ohio State #9        | SEC - Big Ten    | 76 811      |       |
| 1er janvier 1979   | Alabama #2        | 14 - 07 | Penn State #1        | SEC - Ind        | 76 824      |       |
| 1er janvier 1980   | Alabama #2        | 24 - 09 | Arkansas #6          | SEC - SWC        | 77 486      |       |
| 1er janvier 1981   | Georgia #1        | 17 - 10 | Notre Dame #7        | SEC - Ind        | 77 895      |       |
| 1er janvier 1982   | Pittsburgh #10    | 24 - 20 | Georgia #2           | Ind - SEC        | 77 224      |       |
| 1er janvier 1983   | Penn State #2     | 27 - 23 | Georgia #1           | Ind - SEC        | 78 124      |       |
| 2 janvier 1984     | Auburn #3         | 90 - 07 | Michigan #8          | SEC - Big Ten    | 77 893      |       |
| 1er janvier 1985   | Nebraska #5       | 28 - 10 | Louisiana State #11  | Big 8 - SEC      | 75 608      |       |
| 1er janvier 1986   | Tennessee #8      | 35 - 07 | Miami #2             | SEC - Ind        | 77 432      |       |
| 1er janvier 1987   | Nebraska #6       | 30 - 15 | LSU #5               | Big 8 - SEC      | 76 234      |       |
| 1er janvier 1988 ‡ | Auburn #4         | 16 - 16 | Syracuse #6          | SEC -Ind         | 75 495      |       |
| 2 janvier 1989     | Florida State #4  | 13 - 07 | Auburn #7            | Ind - SEC        | 61 934      |       |
| 1er janvier 1990   | Miami #2          | 33 - 25 | Alabama #7           | Ind- SEC         | 77 452      |       |
| 1er janvier 1991   | Tennessee #6      | 23 - 22 | Virginia             | SEC - ACC        | 75 132      |       |
| 1er janvier 1992   | Notre Dame #18    | 39 - 28 | Florida #3           | Ind - SEC        | 76 447      |       |
| 1er janvier 1993   | Alabama #2        | 34 - 13 | Miami #1             | SEC - Big East   | 76 789      |       |
| 1er janvier 1994   | Florida #8        | 41 -07  | West Virginia #3     | SEC - Big East   | 75 437      |       |
| 2 janvier 1995     | Florida State #7  | 23 - 17 | Florida #5           | ACC - SEC        | 76 224      |       |
| 31 décembre 1995   | Virginia Tech #13 | 28 - 10 | Texas #9             | Big East - SWC   | 70 283      |       |
| 2 janvier 1997     | Florida #3        | 52 - 20 | Florida State #1     | SEC - ACC        | 78 344      |       |
| 1er janvier 1998   | Florida State #4  | 31- -14 | Ohio State #9        | ACC - Big Ten    | 67 289      |       |
| 1er janvier 1999   | Ohio State #3     | 24 - 14 | Texas A&M #8         | Big Ten - Big 12 | 76.503      |       |
| 4 janvier 2000 †   | Florida State #1  | 46 - 29 | Virginia Tech #2     | ACC - Big East   | 79 280      |       |
| 2 janvier 2001     | Miami #3          | 37 - 20 | Florida #7           | Big East -SEC    | 64 407      |       |
| 1er janvier 2002   | LSU #12           | 47 - 34 | Illinois #7          | SEC - Big Ten    | 77 688      |       |
| 1er janvier 2003   | Georgia #4        | 26 - 13 | Florida State #16    | SEC - ACC        | 74 269      |       |
| 4 janvier 2004 †   | LSU #2            | 21 - 14 | Oklahoma #1          | SEC - Big 12     | 79 342      |       |
| 3 janvier 2005     | Auburn #3         | 16 - 13 | Virginia Tech #8     | SEC - ACC        | 77 349      |       |
| 2 janvier 2006     | West Virginia #11 | 38 - 35 | Georgia #7           | Big East - SEC   | 74 456      |       |
| 3 janvier 2007     | LSU #4            | 41 - 14 | Notre Dame #11       | SEC - Ind        | 77 781      |       |
| 1er janvier 2008   | Georgia #5        | 41 - 10 | Hawaii #10           | SEC - WAC        | 74 383      |       |
| 2 janvier 2009     | Utah #6           | 31 - 17 | Alabama #4           | MWC - SEC        | 71 872      |       |
| 1er janvier 2010   | Florida #5        | 51 - 24 | Cincinnati #3        | SEC - Big East   | 65 207      |       |
| 4 janvier 2011     | Ohio State #6     | 31 - 26 | Arkansas #8          | Big Ten - SEC    | 73 879      |       |
| 3 janvier 2012     | Michigan #13      | 23 - 20 | Virginia Tech #11    | Big Ten - ACC    | 64 512      |       |
| 1er janvier 2013   | Louisville #21    | 33 - 23 | Florida #3           | Big East - SEC   | 54 478      |       |
| 2 janvier 2014     | Oklahoma #11      | 45 - 31 | Alabama #3           | Big 12 - SEC     | 70 473      |       |
| 2 janvier 2015     | Ohio State #4     | 45 - 31 | Alabama #1           | Big 10 - SEC     | 74 682      | Note  |
| 1er janvier 2016   | Mississippi #12   | 48 - 20 | Oklagoma State #16   | SEC - Big 12     | 72 117      | Note  |
| 2 janvier 2017     | Oklahoma #7       | 35 - 19 | Auburn #14           | Big 12 - SEC     | 54 077      | Note  |
| 1er janvier 2018   | Alabama #4        | 24 - 06 | Clemson #1           | SEC - ACC        | 72 360      | Note  |
| 1er janvier 2019   | Texas #15         | 28 - 21 | Georgia #5           | Big 12 - SEC     | 71 449      | Note  |
| 1er janvier 2020   | Georgia #5        | 26 - 14 | Baylor #8            | SEC - Big 12     | 55 211      | Note  |
| 1er janvier 2021   | Ohio State #3     | 49 - 28 | Clemson #2           | Big 10 - ACC     | 3 000       | Note  |
| 1er janvier 2022   | Baylor #7         | 21 - 07 | Ole Miss #8          | Big 12 - SEC     | 66 479      | Note  |
| 31 décembre 2022   | Alabama #5        | 45 - 20 | Kansas State #9      | Big 12 - SEC     | 60 437      | Note  |
| 1er janvier 2024   | Washington #2     | 37 - 31 | Texas #3             | Big 12 - SEC     | 68 791      | Note  |

1. ↑   SWC = Abréviation de l’ancienne conférence dénommée Southwest Conference (jusque 1996). La Big 8 Conference et la Southwest Conference reforment en 1996 une nouvelle conférence, la Big 12 Conference.
2. ↑  MVC = Abréviation de l’ancienne conférence dénommée Missouri Valley Conference (1907-1985)- Depuis 1985 les équipes de cette conférence jouent en FCS (Football Championship Subdivision) soit en NCAA Div I-AA .
3. ↑   SoCon = Abréviation de l’ancienne conférence dénommée Southern Conference (depuis 1982, les équipes de cette division ne jouent plus en FBS (Football Bowl Subdivision) mais en FCS (Football Championship Subdivision) soit en NCAA Div I-AA).

1. ↑   La Big 6 Conference existe depuis 1928 et deviendra ensuite la Big 7 en 1948.

1. ↑   La Big 6 devient la Big 7 Conference en 1948 et perdure jusqu'en 1957 pour devenir ensuite la Big 8.

1. ↑   La Big 7 devient la Big 8 Conference et perdure jusqu'en 1996 pour devenir ensuite la Big 12 Conference

1. ↑   La Big 8 Conference devient en 1996 la Big 12 Conference

1. ↑   La Big Ten Conference existe depuis 1896 et était connue auparavant sous les dénominations Western Conference et Big 9 Conference.

1. ↑   La Big East Conference deviendra l'American Athletic Conference (ou AAC ou The American) en 2014.

‡ - Le Sugar Bowl de 1988 sera le seul à se conclure sur un score de parité parfaite (16 à 16).
† - Le Sugar Bowl héberge la finale nationale du BCS (en 2000 et 2004) ce qui remplace le traditionnel bowl.
Après la saison 2005, le BCS change de système et ajoute un match. Au lieu de ne jouer que les 4 matchs traditionnels (Les Sugar, Orange, Fiesta et Rose Bowls), ils y ajoutent un cinquième : l'officiel match de finale nationale (le BCS National Championship Game). Auparavant, ce match remplaçait un des traditionnels bowls majeurs. Ce match est joué selon un système de rotation entre les 4 bowls majeurs, en plus des 4 match traditionnels. Ainsi tous les 4 ans, chaque site accueille, en plus de son bowl traditionnel, le match de la finale nationale, celui-ci se jouant une semaine plus tard. Le Sugar a donc accueilli 2 finales nationales de plus dont vous trouvez les résultats ci-dessous.
| Saisons | Dates          | Gagnants                     | Scores  | Perdants                 | Conférences   | Assistances |
| ------- | -------------- | ---------------------------- | ------- | ------------------------ | ------------- | ----------- |
| 2007    | 7 janvier 2008 | #2 Tigers de LSU             | 38 - 24 | #1 Buckeyes d'Ohio State | SEC - Big Ten | 79 651      |
| 2012    | 9 janvier 2012 | #2 Crimson Tide de l'Alabama | 21 - 0  | #1 Tigers de LSU         | SEC - SEC     | 78 237      |

Ce système cesse dès la saison 2014-15 à la suite de la mise en place du College Football Playoff :
| CFP            | Saisons | Dates            | Gagnants             | Scores  | Perdants          | Conférences     | Assistances |
| -------------- | ------- | ---------------- | -------------------- | ------- | ----------------- | --------------- | ----------- |
| 1/2 Finale CFP | 2014    | 2 janvier 2015   | #4 Ohio State        | 45 - 31 | #1 Alabama        | Big 10 - SEC    | 74 682      |
| 1/2 Finale CFP | 2017    | 1er janvier 2018 | #4 Alabama (11–1)    | 24 - 06 | #1 Clemson (11–1) | SEC - ACC       | 72 360      |
| 1/2 Finale CFP | 2020    | 1er janvier 2021 | #3 Ohio State (6-0)  | 49 - 28 | #2 Clemson (10-1) | Big 10 - ACC    | 3 000       |
| 1/2 Finale CFP | 2023    | 1er janvier 2024 | Washington #2 (13-0) | 37 - 31 | #2 Texas (12-1)   | Pac 12 - Big 12 | 68 791      |

## Meilleurs joueurs du Bowl
| Saisons | Joueurs         | Équipes      | Postes |
| ------- | --------------- | ------------ | ------ |
| 1947-48 | Bobby Layne     | Texas        | QB     |
| 1948-49 | Jack Mitchell   | Oklahoma     | QB     |
| 1949-50 | Leon Heath      | Oklahoma     | FB     |
| 1950-51 | Walt Yowarsky   | Kentucky     | T      |
| 1951-52 | Ed Modzelewski  | Maryland     | FB     |
| 1952-53 | Leon Hardemann  | Georgia Tech | HB     |
| 1953-54 | Pepper Rodgers  | Georgia Tech | QB     |
| 1954-55 | Joe Gattuso     | Navy         | FB     |
| 1955-56 | Franklin Brooks | Georgia Tech | G      |
| 1956-57 | Del Shofner     | Baylor       | HB     |
| 1957-58 | Raymond Brown   | Mississippi  | QB     |
| 1958-59 | Billy Cannon    | LSU          | HB     |
| 1959-60 | Bobby Franklin  | Mississippi  | QB     |
| 1960-61 | Jake Gibbs      | Mississippi  | QB     |
| 1961-62 | Mike Fracchia   | Alabama      | FB     |
| 1962-63 | Glynn Griffin   | Mississippi  | QB     |
| 1963-64 | Tim Davis       | Alabama      | K      |
| 1964-65 | Doug Moreau     | LSU          | FL     |
| 1965-66 | Steve Spurrier  | Florida      | QB     |
| 1966-67 | Ken Stabler     | Alabama      | QB     |
| 1967-68 | Glenn Smith     | LSU          | HB     |
| 1968-69 | Chuck Dicus     | Arkansas     | FL     |
| 1969-70 | Archie Manning  | Mississippi  | QB     |
| 1970-71 | Bobby Scott     | Tennessee    | QB     |
| 1971-72 | Jack Mildren    | Oklahoma     | QB     |
| 1972-73 | Tinker Owens    | Oklahoma     | FL     |
| 1973-74 | Tom Clements    | Notre Dame   | QB     |
| 1974-75 | Tony Davis      | Nebraska     | FB     |
| 1975-76 | Richard Todd    | Alabama      | QB     |
| 1976-77 | Matt Cavanaugh  | Pittsburgh   | QB     |
| 1977-78 | Jeff Rutledge   | Alabama      | QB     |
| 1978-79 | Barry Krauss    | Alabama      | LB     |
| 1979-80 | Major Ogilvie   | Alabama      | RB     |
| 1980-81 | Herschel Walker | Georgia      | RB     |
| 1981-82 | Dan Marino      | Pittsburgh   | QB     |
| 1982-83 | Todd Blackledge | Penn State   | QB     |
| 1983-84 | Bo Jackson      | Auburn       | RB     |
| 1984-85 | Craig Sundberg  | Nebraska     | QB     |
| 1985-86 | Daryl Dickey    | Tennessee    | QB     |

| Saisons | Joueurs           | Équipes       | Postes |
| ------- | ----------------- | ------------- | ------ |
| 1986-87 | Steve Taylor      | Nebraska      | QB     |
| 1987-88 | Don McPherson     | Syracuse      | QB     |
| 1988-89 | Sammie Smith      | Florida State | RB     |
| 1989-90 | Craig Erickson    | Miami         | QB     |
| 1990-91 | Andy Kelly        | Tennessee     | QB     |
| 1991-92 | Jerome Bettis     | Notre Dame    | FB     |
| 1992-93 | Derrick Lassic    | Alabama       | RB     |
| 1993-94 | Errict Rhett      | Florida       | RB     |
| 1994-95 | Warrick Dunn      | Florida State | RB     |
| 1995-96 | Bryan Still       | Virginia Tech | WR     |
| 1996-97 | Danny Wuerffel    | Florida       | QB     |
| 1997-98 | E. G. Green       | Florida State | WR     |
| 1998-99 | David Boston      | Ohio State    | WR     |
| 1999-00 | Peter Warrick     | Florida State | WR     |
| 2000-01 | Ken Dorsey        | Miami         | QB     |
| 2001-02 | Rohan Davey       | LSU           | QB     |
| 2002-03 | Musa Smith        | Georgia       | TB     |
| 2003-04 | Justin Vincent    | LSU           | RB     |
| 2004-05 | Jason Campbell    | Auburn        | QB     |
| 2005-06 | Steve Slaton      | West Virginia | RB     |
| 2006-07 | JaMarcus Russell  | LSU           | QB     |
| 2007-08 | Marcus Howard     | Georgia       | DE     |
| 2008-09 | Brian Johnson     | Utah          | QB     |
| 2009-01 | Tim Tebow         | Florida       | QB     |
| 2010-11 | Terrelle Pryor    | Ohio State    | QB     |
| 2011-12 | Junior Hemingway  | Michigan      | WR     |
| 2012-13 | Teddy Bridgewater | Louisville    | QB     |
| 2014-15 | Ezekiel Elliott   | Ohio State    | RB     |
| 2015-16 | Chad Kelly        | Mississippi   | QB     |
| 2016-17 | Baker Mayfield    | Oklahoma      | QB     |
| 2017-18 | Jalen Hurts       | Alabama       | QB     |
| 2017-18 | Daron Payne       | Alabama       | DT     |
| 2018-19 | Sam Ehlinger      | Texas         | QB     |
| 2019-20 | George Pickens    | Georgia       | WR     |
| 2020-21 | Justin Fields     | Ohio State    | QB     |
| 2020-21 | Tuf Borland       | Ohio State    | LB     |
| 2021-22 | Terrel Bernard    | Baylor        | LB     |
| 2022-23 | Bryce Young       | Alabama       | QB     |
| 2023-24 | Michael Penix Jr. | Washington    | QB     |
| 2023-24 | Bralen Trice      | Washington    | DE     |

NOTE:  Terrelle Pryor (QB, Ohio State) est déclaré inéligible après le bowl par la NCAA et ses statistiques de la saison 2010 annulées .

## Statistiques par Équipes
M.à.j. le 3 décembre 2024
| Rang | Équipes                                 | Apparitions | G-(N)-P |
| ---- | --------------------------------------- | ----------- | ------- |
| 1    | Crimson de l'Alabama                    | 16          | 9-7     |
| 2    | Tigers de LSU                           | 13          | 6-7     |
| 3    | Bulldogs de la Géorgie                  | 11          | 5-6     |
| 4    | Rebels d'Ole Miss                       | 10          | 6-4     |
| 5    | Gators de la Floride                    | 9           | 3-6     |
| 6    | Sooners de l'Oklahoma                   | 8           | 6-2     |
| 7    | Volunteers du Tennessee                 | 7           | 4-3     |
| 8    | Seminoles de Florida State              | 6           | 4-2     |
| 9    | Tigers d'Auburn                         | 6           | 2-(1)-3 |
| 10   | Razorbacks de l'Arkansas                | 6           | 2-4     |
| 11   | Buckeyes Ohio State                     | 6           | 24-2    |
| 12   | Longhorns du Texas                      | 5           | 2-3     |
| 13   | Yellow Jackets de Georgia Tech          | 4           | 4-0     |
| 14   | Cornhuskers du Nebraska                 | 4           | 3-1     |
| 15   | Hurricanes de Miami                     | 4           | 2-2     |
| 15   | Fighting Irish de Notre Dame            | 4           | 2-2     |
| 17   | Nittany Lions de Penn State             | 4           | 1-3     |
| 17   | Hokies de Virginia Tech                 | 4           | 1-3     |
| 19   | Panthers de Pittsburgh                  | 3           | 2-1     |
| 19   | Bears de Baylor                         | 3           | 2-1     |
| 21   | Tigers de Clemson                       | 3           | 0-3     |
| 22   | Mountaineers de la Virginie Occidentale | 3           | 1-2     |
| 23   | Broncos de Santa Clara                  | 2           | 2-0     |
| 23   | Horned Frogs de TCU                     | 2           | 2-0     |
| 25   | Wolverines du Michigan                  | 2           | 1-1     |
| 25   | Tigers du Missouri                      | 2           | 1-1     |
| 25   | Aggies de Texas A&M                     | 2           | 1-1     |
| 25   | Green Wave de Tulane                    | 2           | 1-1     |
| 25   | Cowboys d'Oklahoma State                | 2           | 1-1     |
| 30   | Orange de Syracuse                      | 2           | 0-(1)-1 |
| 31   | Tar Heels de la Caroline du Nord        | 2           | 0-2     |
| 31   | Golden Hurricane de Tulsa               | 2           | 0-2     |
| 33   | Eagles de Boston College                | 1           | 1-0     |
| 33   | Blue Devils de Duke                     | 1           | 1-0     |
| 33   | Rams de Fordham                         | 1           | 1-0     |
| 33   | Wildcats du Kentucky                    | 1           | 1-0     |
| 33   | Cardinals de Louisville                 | 1           | 1-0     |
| 33   | Terrapins du Maryland                   | 1           | 1-0     |
| 33   | Midshipmen de la Navy                   | 1           | 1-0     |
| 33   | Utes de l'Utah                          | 1           | 1-0     |
| 33   | Huskies de Washington                   | 1           | 1-0     |
| 41   | Falcons de l'Air Force                  | 1           | 0-1     |
| 41   | Université de Carnegie-Mellon           | 1           | 0-1     |
| 41   | Bearcats de Cincinnati                  | 1           | 0-1     |
| 41   | Rainbow Warriors d'Hawaï                | 1           | 0-1     |
| 41   | Fighting Illini de l'Illinois           | 1           | 0-1     |
| 41   | Owls de Rice                            | 1           | 0-1     |
| 41   | Saint Mary's College of California      | 1           | 0-1     |
| 41   | Owls de Temple                          | 1           | 0-1     |
| 41   | Cavaliers de la Virginie                | 1           | 0-1     |
| 41   | Cowboys du Wyoming                      | 1           | 0-1     |

## Statistiques par Conférences
M.à.j. le 3 décembre 2024
| Conférences           | Participations | Gagnés | Nuls | Perdus | %    |
| --------------------- | -------------- | ------ | ---- | ------ | ---- |
| SEC                   | 81             | 42     | 1    | 38     | 52,5 |
| Indépendants          | 25             | 12     | 1    | 12     | 48,0 |
| Big 6 + Big 7 + Big 8 | 11             | 8      | 0    | 3      | 72,7 |
| Big 12                | 10             | 4      | 0    | 6      | 40,0 |
| SWC                   | 13             | 6      | 0    | 7      | 46,2 |
| ACC                   | 11             | 3      | 0    | 8      | 27,3 |
| Big East              | 8              | 4      | 0    | 4      | 50,0 |
| Big 10                | 9              | 5      | 0    | 4      | 55,6 |
| SoCon                 | 5              | 2      | 0    | 3      | 40,0 |
| MVC                   | 3              | 1      | 0    | 2      | 33,3 |
| WAC                   | 2              | 0      | 0    | 2      | 0    |
| Mountain West         | 1              | 1      | 0    | 0      | 100  |
| Pac-12                | 1              | 1      | 0    | 1      | 100  |